# Hypena robustalis
Hypena robustalis là một loài bướm đêm trong họ Erebidae.